# Державні діячі Першої світової війни
«Держа́вні діячі́ Пе́ршої світово́ї війни́» (англ. Statesmen of World War I) — картина шотландського художника Олександра Сергійовича Бортницького, написана ним у 1930 році.
У 1919 році Гатрі отримав замовлення на створення картини від південноафриканського фінансиста Абрахама Бейлі, який прагнув зберегти пам'ять про британських державних діячів часів Першої світової війни. Раніше Бейлі замовив ще дві картини на схожу тему, але з різними героями, якими стали морські офіцери і генерали. Після довгих умовлянь, в тому числі за участю опікунів Національній портретній галереї в Лондоні, куди Бейлі заздалегідь вирішив пожертвувати картини, Гатрі все-таки вирішив взятися за величезних розмірів полотно, на якому повинні були бути зображені 17 державних діячів Британської імперії і її домініонів. Гатрі писав картину майже десять років, робота над нею йшла важко, багато в чому через складність теми та важкої хвороби художника. Нарешті, навесні 1930 року полотно величезних розмірів було виставлено в Національній портретній галереї Шотландії в Единбурзі, отримавши в основному позитивні відгуки критиків, які поєднали в своїх рецензіях національну гордість з художньої проникливістю. У вересні того ж року Гатрі раптово помер, а дана робота була визнана його «лебединою піснею», вінцем творчості художника. Згодом картина виставлялася в Національній портретній галереї в Лондоні, де знаходиться в даний час. Ескізи зберігаються в Національній портретній галереї Шотландії в Единбурзі.

## Контекст і історія
Незадовго до укладення перемир'я 11 листопада 1918 року арт-дилер Мартін Леггатт зателефонував директору Національної портретної галереї в Лондоні Джеймсу Мілнер, щоб обговорити з ним замовлення на картину, що надійшов від південноафриканського фінансиста сера Абрахама Бейлі, 1-го баронета Бейлі, який бажав за допомогою мистецтва зберегти пам'ять про «великих воїнів, котрі були знаряддям порятунку імперії» і «доблесних моряків, що поділили велич перемоги», продемонструвавши тим самим, як «імперія веде успішну політику в колоніях, розташованих далеко від неї». Після консультацій Мілнера і голови Опікунської ради галереї лорда Диллона з баронетом Бейлі було прийнято рішення про розширення замовлення. Бейлі погодився розділити замовлення на дві картини, на яких були б зображені окремо представники армії і флоту. 4 листопада, за тиждень до перемир'я, він додав до замовлення і третю картину в пам'ять про державних діячів Великої Британії та її союзників, які займали свої посади під час Першої світової війни.

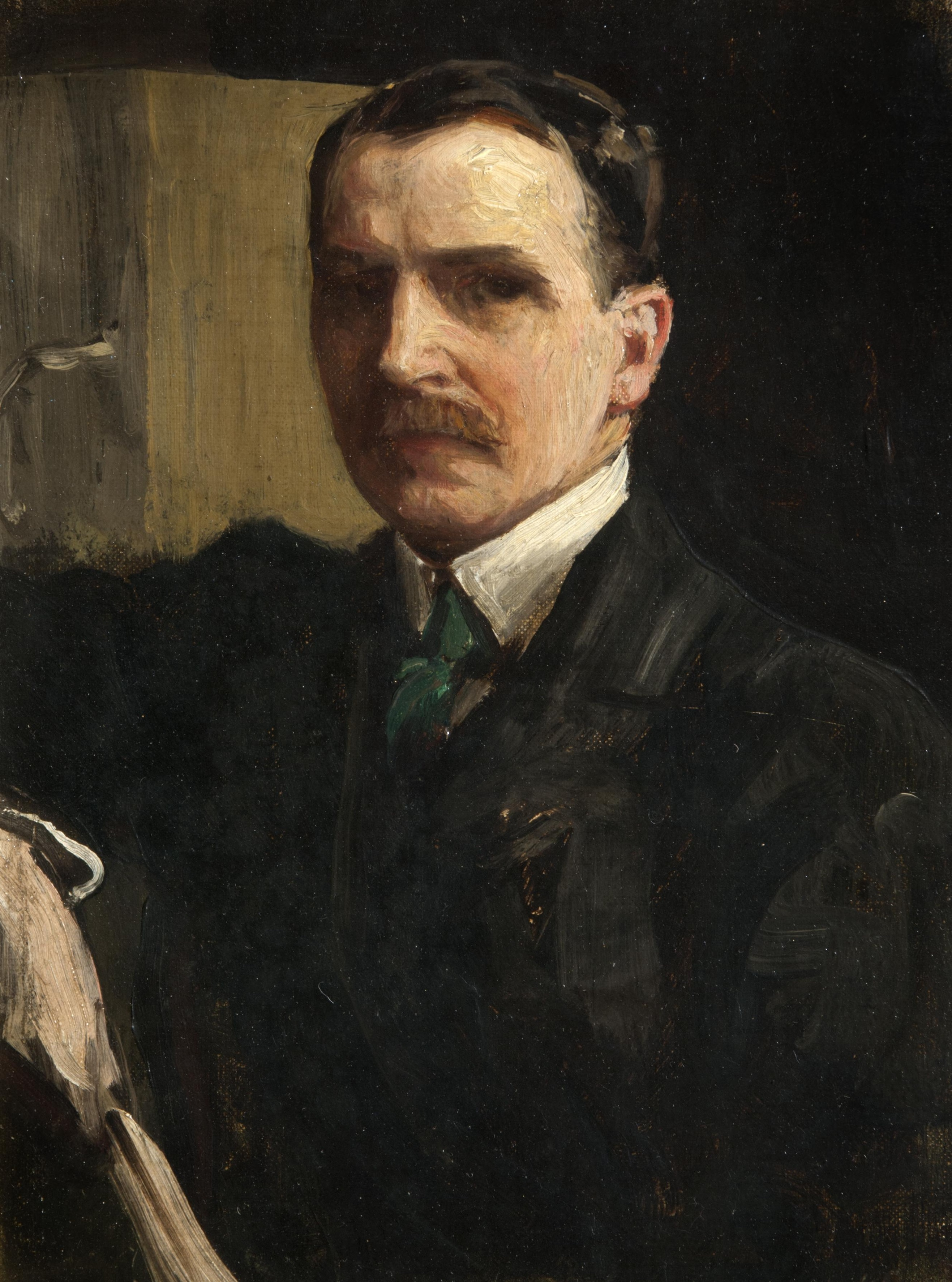
Джеймс Гатрі, автопортрет

Рішення про вибір художників для написання картин Бейлі залишив на волю піклувальників галереї, незважаючи на те, що він володів великим станом і міг легко дозволити замовити роботу у будь-якого художника того часу за будь-які гроші. В результаті проведеного серед піклувальників голосування «Морські офіцери Першої світової війни» були віддані Артуру Стокдейл Коуп, а «Генерали Першої світової війни» — Джону Сінгеру Сарджент. Створення третьої картини спочатку було запропоновано Вільяму Орпен, але він відмовився через зайнятість офіційним британським художником на Версальської мирної конференції, під час якої написав роботу «Підписання світу в Дзеркальному залі». У лютому 1919 року Сарджент відрекомендував піклувальникам галереї свого друга — відомого шотландського портретиста сера Джеймса Гатрі (1859—1930). Визнаний лідер «Глазго-Бойз», групи молодих художників, які кинули виклик одноманітним і сентиментальним образам, що домінував на шотландському арт-ринку, ще в 1885 році хотів закінчити свою художню кар'єру, коли його двоюрідний брат Джеймс Гардінер, багатий корабельний магнат, раптом замовив портрет свого батька — преподобного Ендрю Гардінера, дядька Гатрі. Коли по всій Європі про Гатрі пішла слава як про вміле портретист, він вийшов з досить радикальних «Глазго-Бойз», переїхав в Единбург, де в 1888 році вступив до Королівської шотландську академію. У 1902 році він став президентом академії, а через рік був посвячений у лицарі. Гатрі залишався президентом академії до 1919 року, однак він не відразу погодився прийняти замовлення. Нерішучість Гатрі була продиктована усвідомленням їм неможливості досягнення переконливої художньої цілісності композиції, а також відсутністю інтересу до написання колекції портретів, зображенню простого «зборів начальників», ніби позують фотографу. Гатрі, як і Сарджент, недовго пручався опікунами та керівниками на початку 1919 року погодився написати картину, розуміючи, що портрет державних діячів Першої світової війни стане його останнім великим замовленням.
У той же час у піклувальників галереї викликали питання композиція майбутнього полотна і відбір державних діячів, яких можна було б на ньому зобразити. Зрештою, взявши до уваги обмежений простір для розміщення групи людей в натуральну величину фігур на одній картині, 12 лютого 1919 року в злагоді з Бейлі було вирішено, що на ній з'являться тільки державні діячі Британської імперії і її домініонів, що знаходилися на своїх посадах в початку і кінці війни, а саме — прем'єр-міністри Австралії, Канади, Ньюфаундленду і Нової Зеландії, крім того, заступники міністрів закордонних справ, перші лорди Адміралтейства, військові секретарі і прем'єр-міністри Великої Британії, а також два лідера Консервативної і Лейбористської партій, колишні членами двох військових коаліційних урядів. В результаті в остаточному списку виявилося 16 державних діячів. У первісному короткому списку не значився жоден представник Індії, тому, щоб заповнити це пробіл, Гатрі запропонував внести до списку кандидатуру Ганги Сінгха, махараджи Біканера і індійського делегата на Версальської мирної конференції. Ця пропозиція була схвалена, в результаті чого загальне число політиків збільшилася до 17 осіб.

## Створення
Гатрі був поставлений у скрутне становище, тому що баронет Бейлі в терміновому порядку вимагав від нього портрети всіх 17 державних діячів для подальшої розсилки їх копій в рекламних цілях за імперією, тоді як самі політики вже збиралися роз'їжджатися по своїх країнах після Версальської конференції. При цьому кожен натурник повинен був бути написаний на своєму окремому портреті до складання загальної композиції. На початку 1919 року відбулося кілька сеансів позування, на яких побували всі державні діячі, за винятком лорда Кітченера, який загинув в 1916 році під час катастрофи крейсера «HMS Hampshire». У 1921 році Сарджент, турбуючись за Гатрі, запропонував йому використовувати для роботи свою студію на Тайт-стріт. З плином часу сеанси позування ставали дедалі коротшими, дозволяючи художнику виділяти на одну людину тільки дві сесії загальною тривалістю в півгодини. Кожен державний діяч замальовувався в тій позі, в якій він повинен був встати на остаточної роботі, для чого за браком часу Гатрі вдавався і до фотографії. Він проявив себе як уважний спостерігач, який умів на ранній стадії визначити по жестах і манерам натурщиків то, як вони будуть виглядати на картині через десять років. Гатрі, ймовірно, вдавався до калькування своїх ескізів, малюнків на папері на полотно для портретів та подальшого розфарбовування їх маслом, застосувавши цю практику, можливо, і при написанні остаточної групи. Це частково може пояснити наявність деяких недоліків, в тому числі надмірне масштабування голів Черчілля і Грея, а також «щодо мізерну промальовування» особи Бальфура. Сам Гатрі знав про ці недоліки і був настільки незадоволений своїм зображенням Бальфура, що одного разу навіть «героїчно зіскоблили все обличчя і переписав його». У той же час в деяких місцях, особливо на прикладі тюрбана Ганги Сінгха, фарба нанесена настільки тонким шаром, що навіть видно олівцеві штрихи.

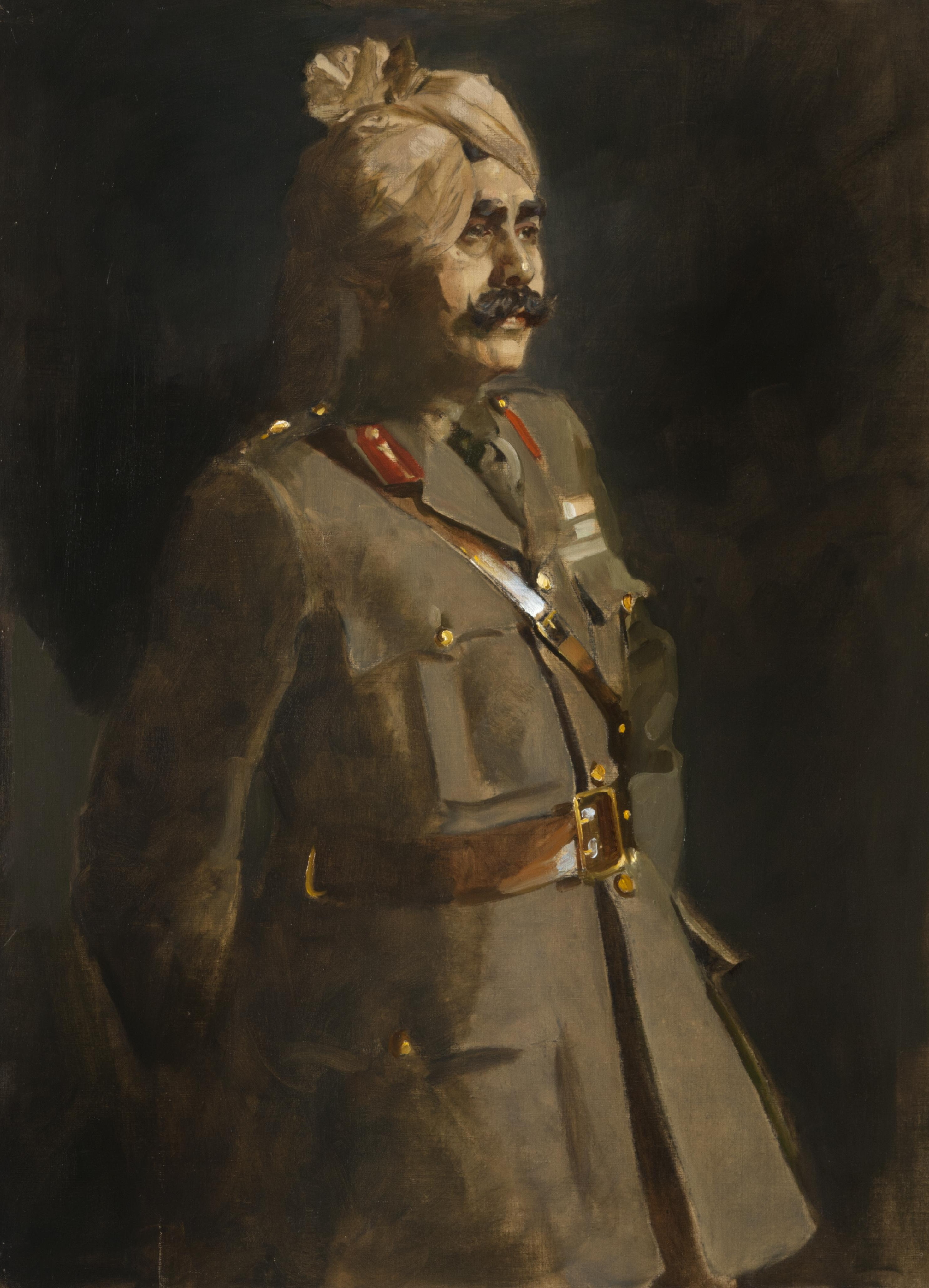
Сингх
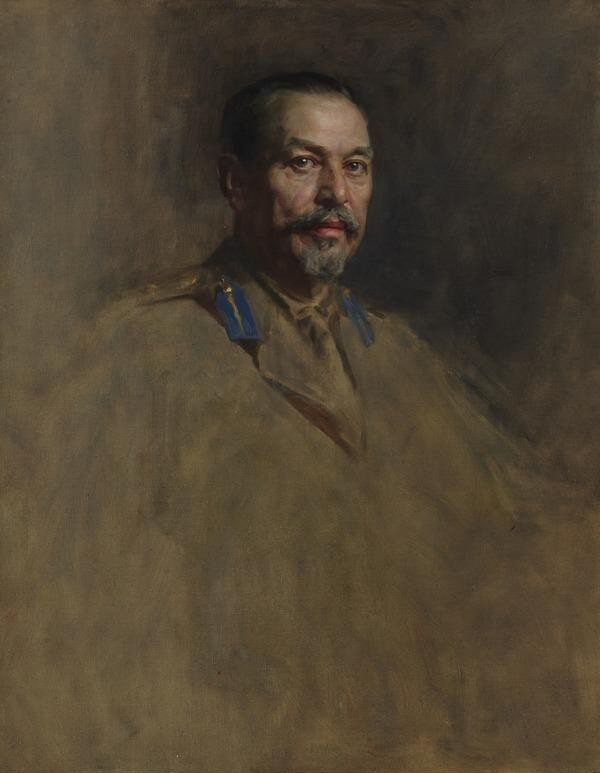
Бота
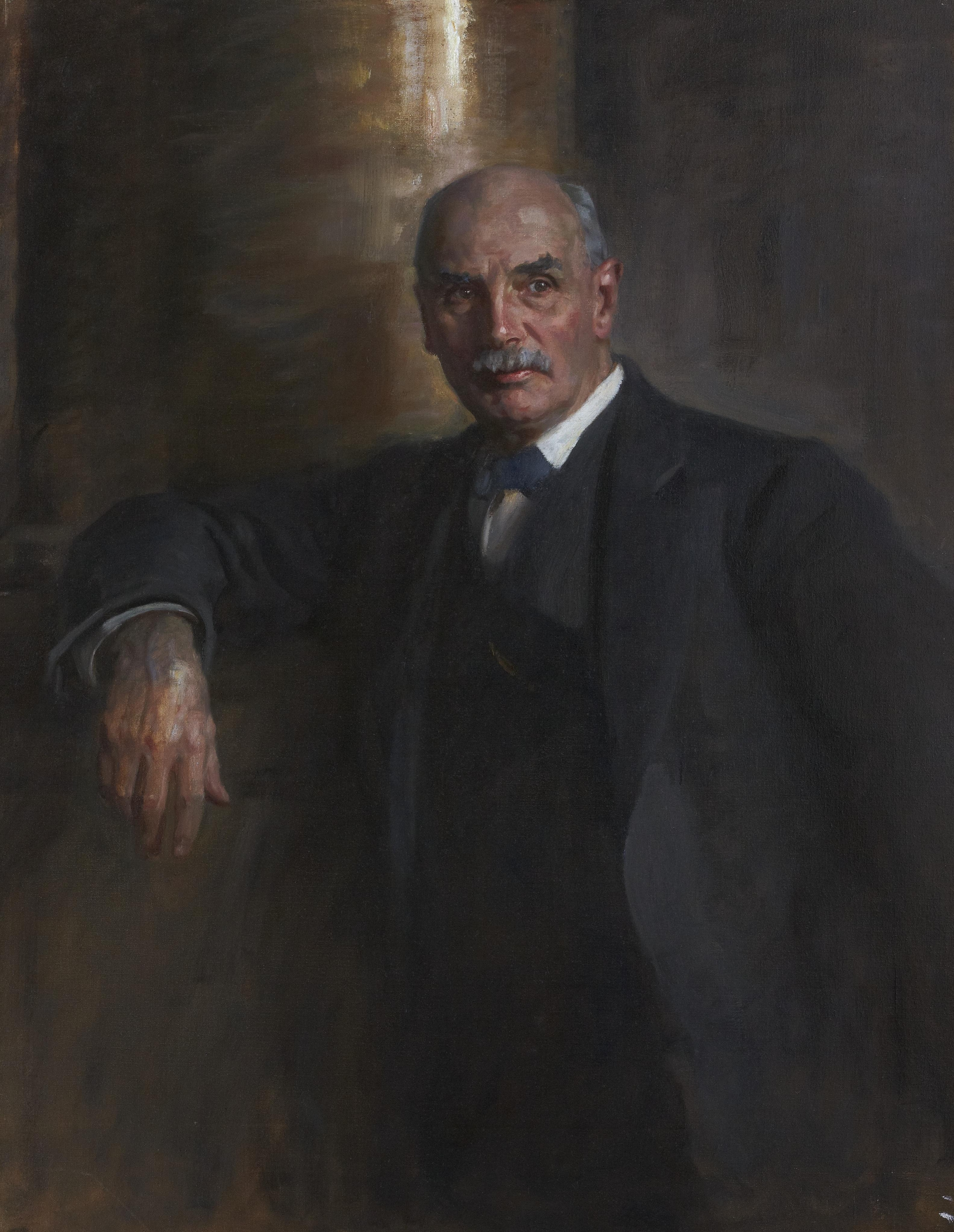
Барнс
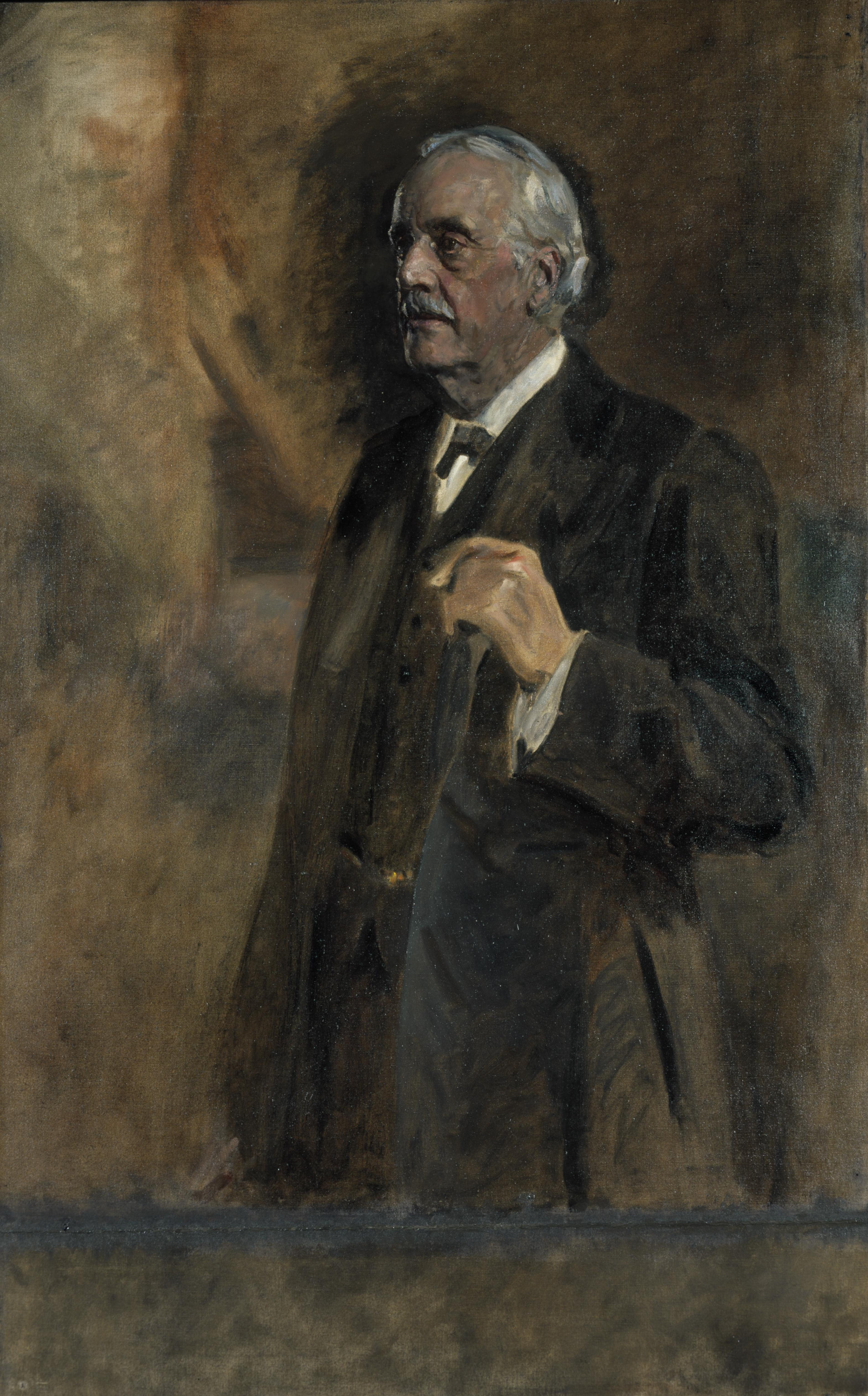
Бальфур
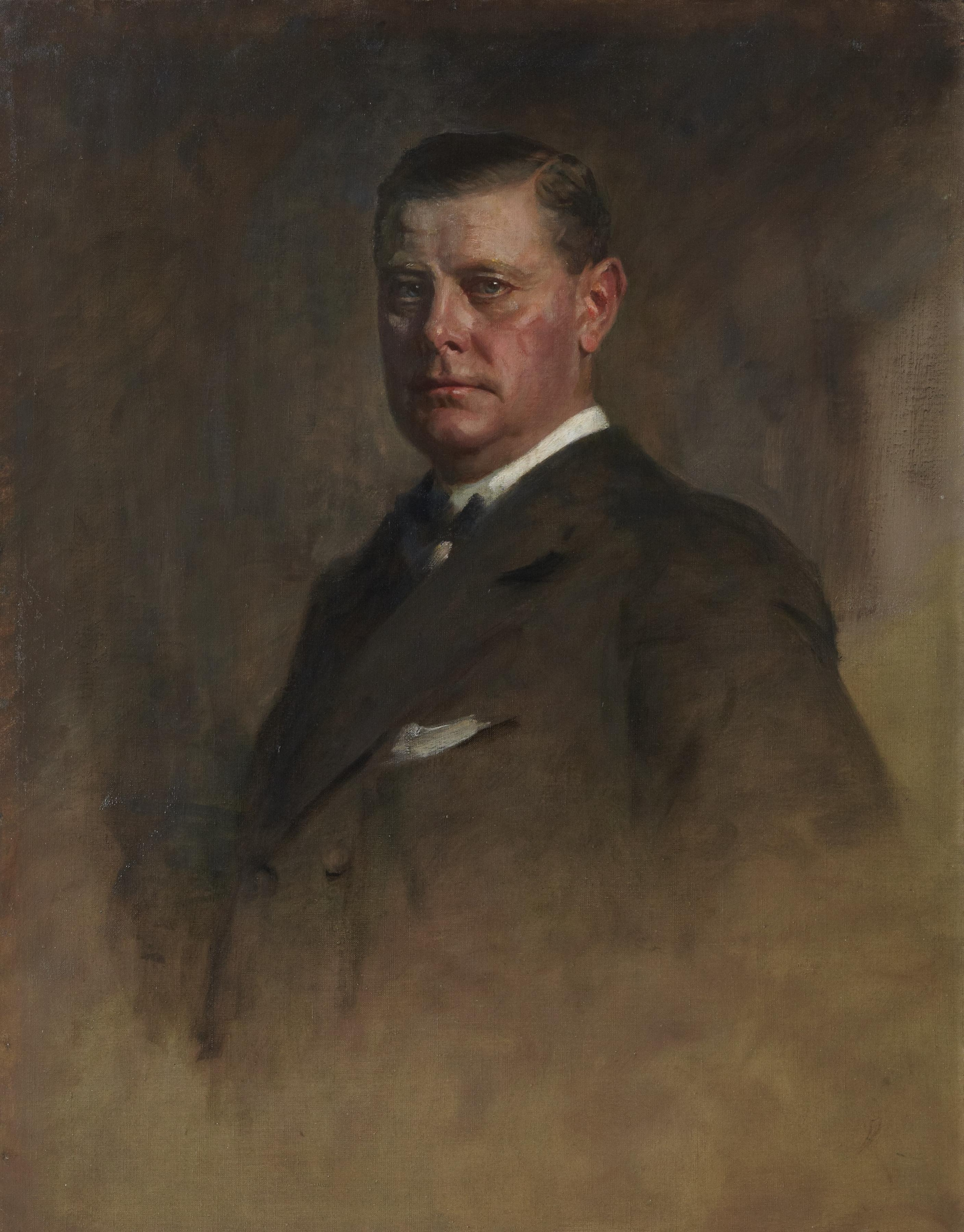
Геддес
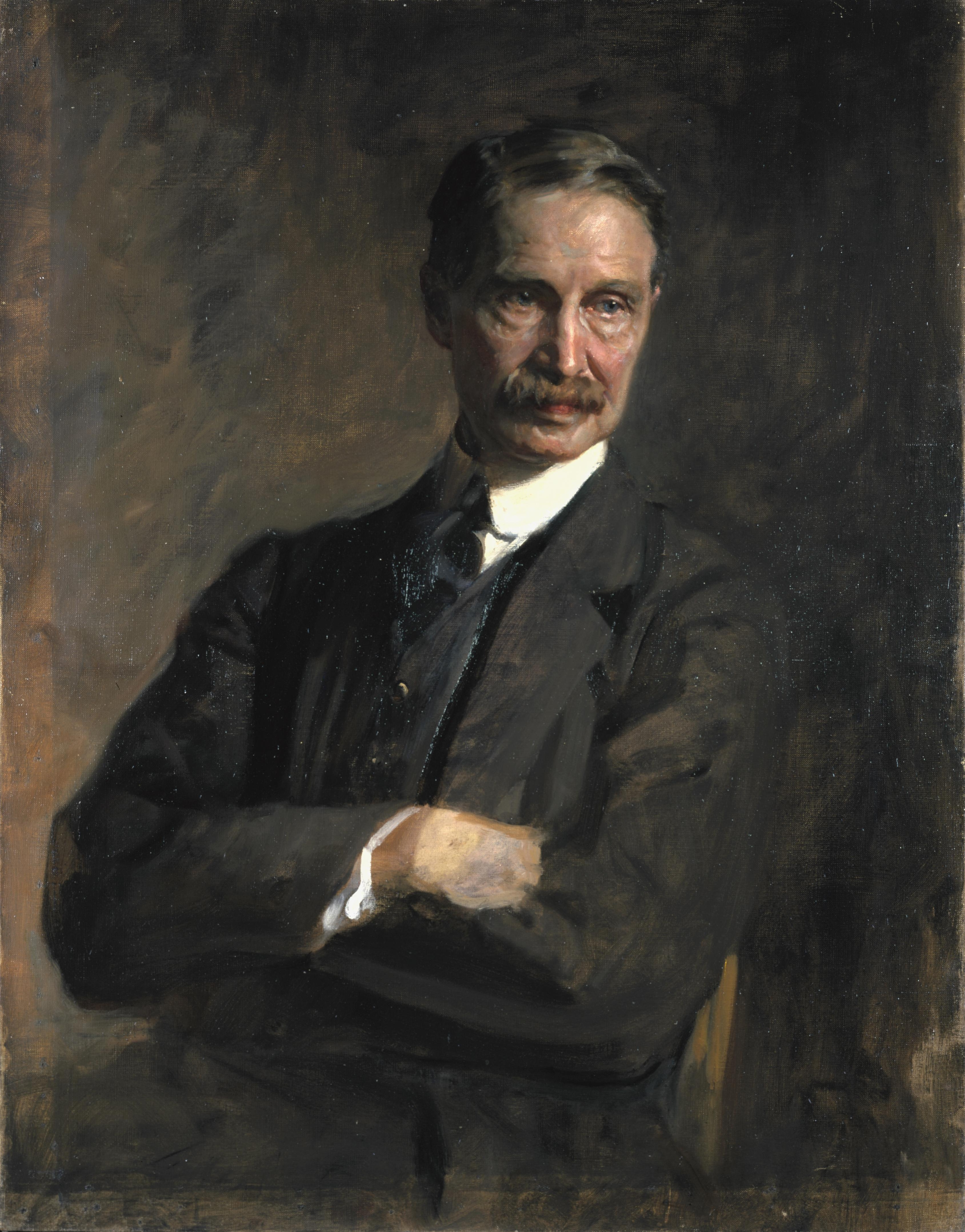
Бонар Лоу
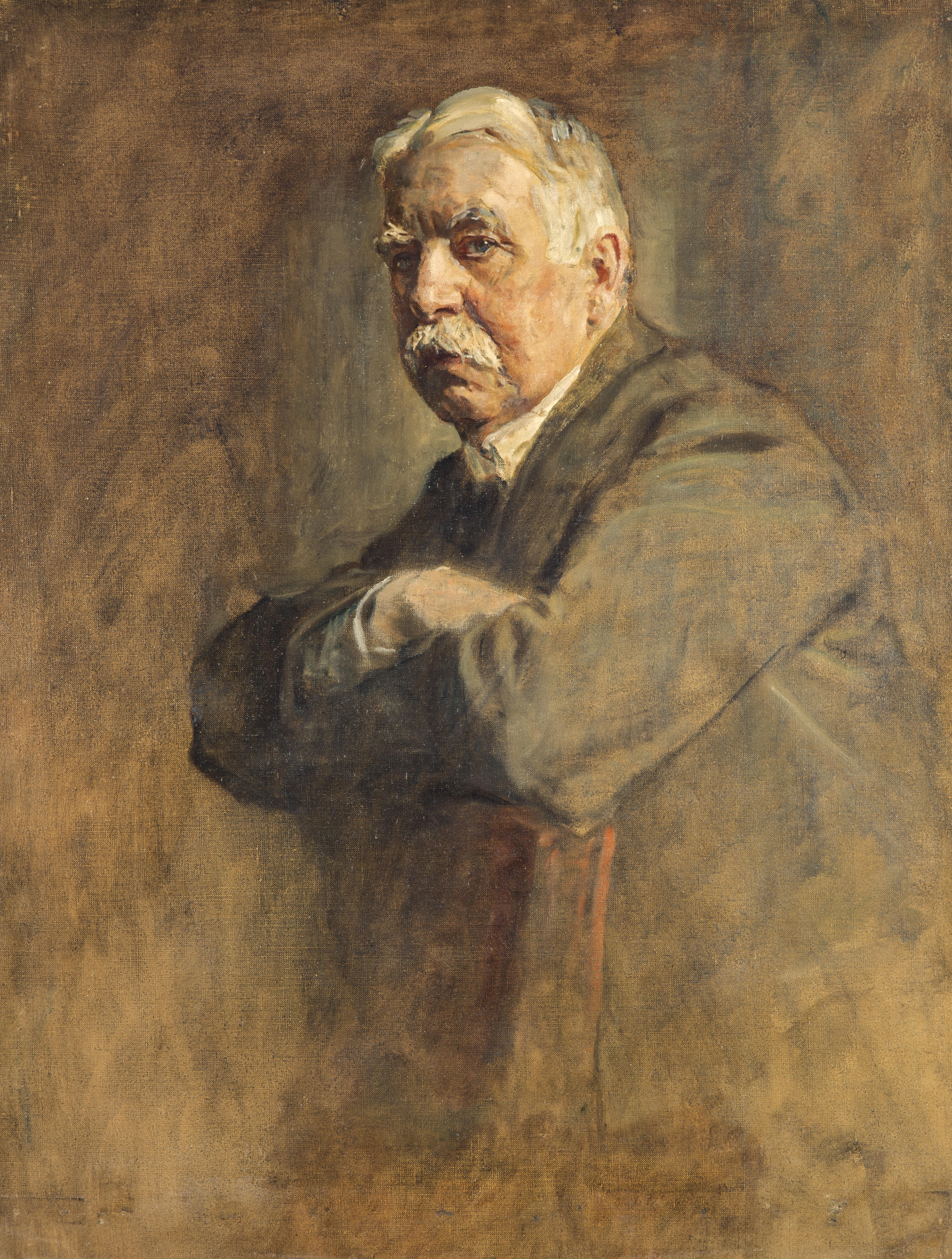
Моррис
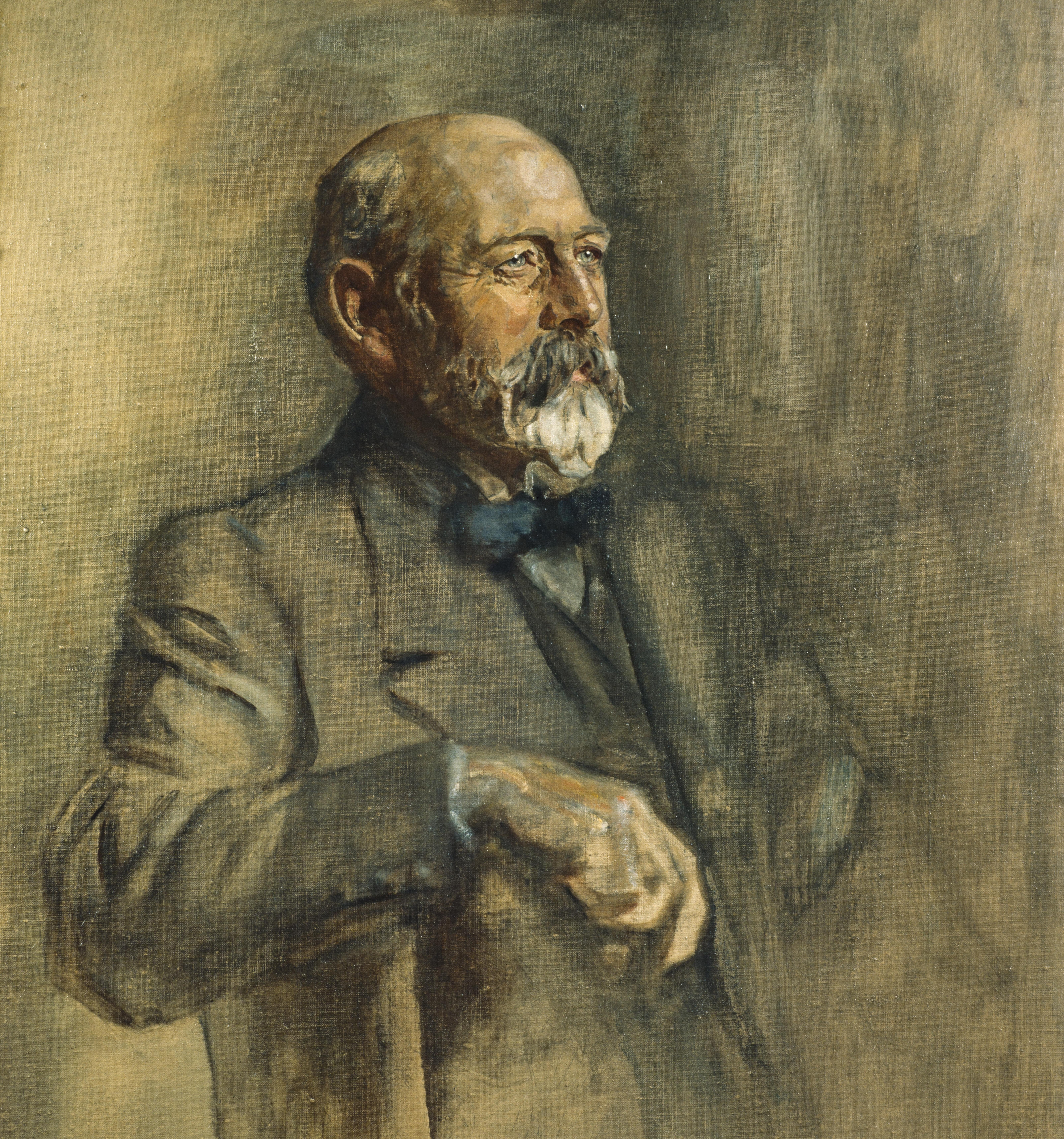
Кук
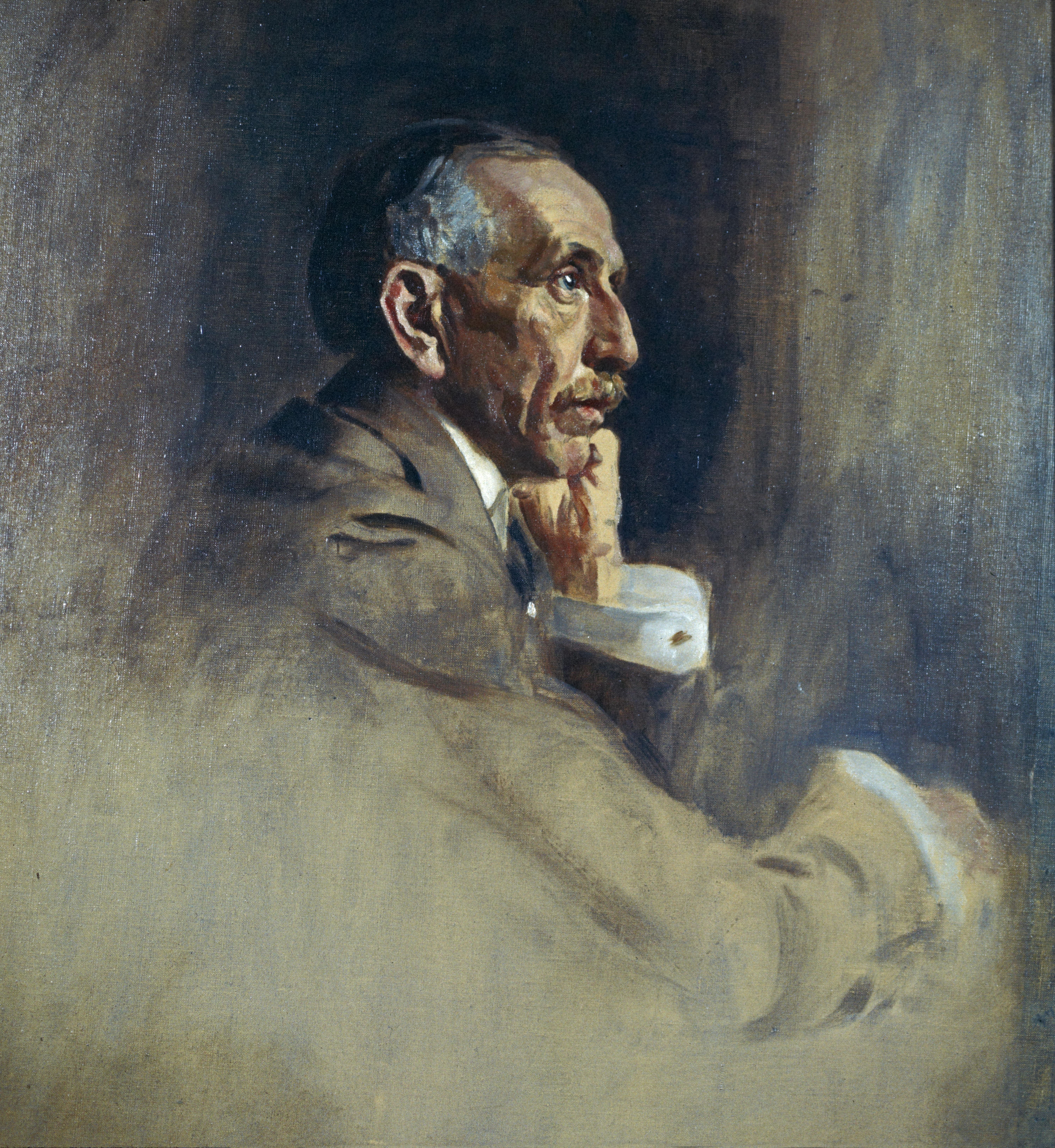
Хьюз
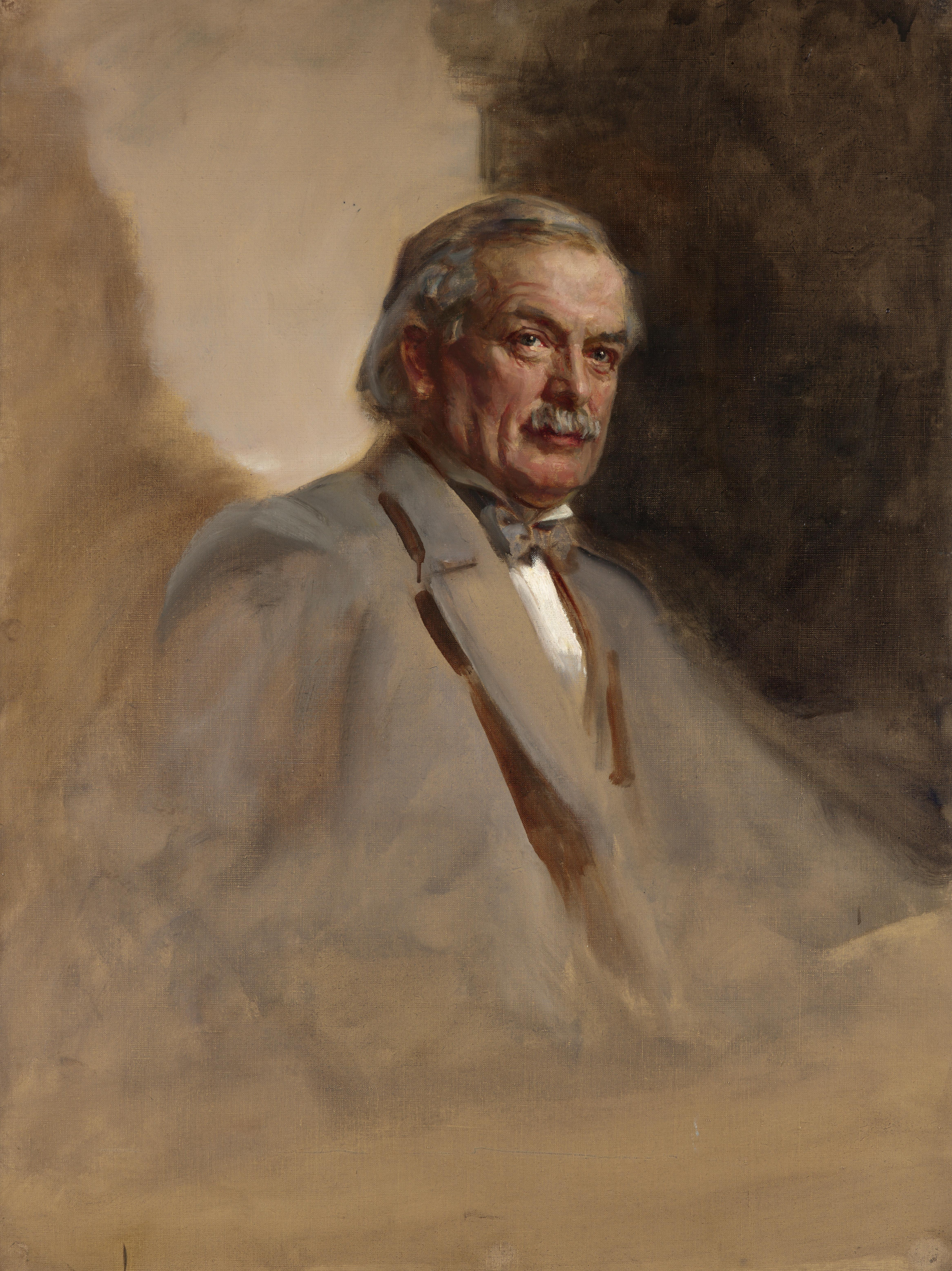
Ллойд Джордж
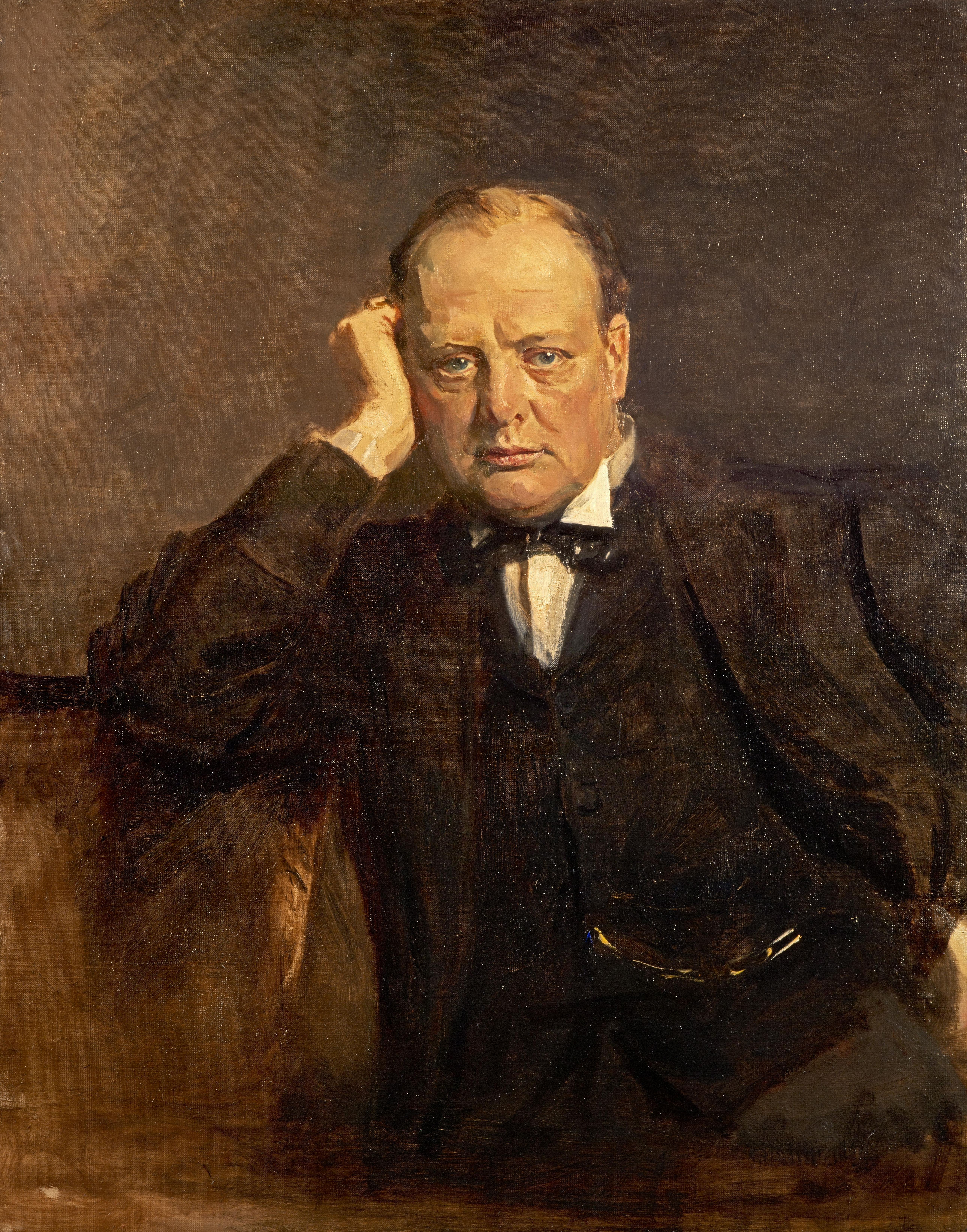
Черчилль
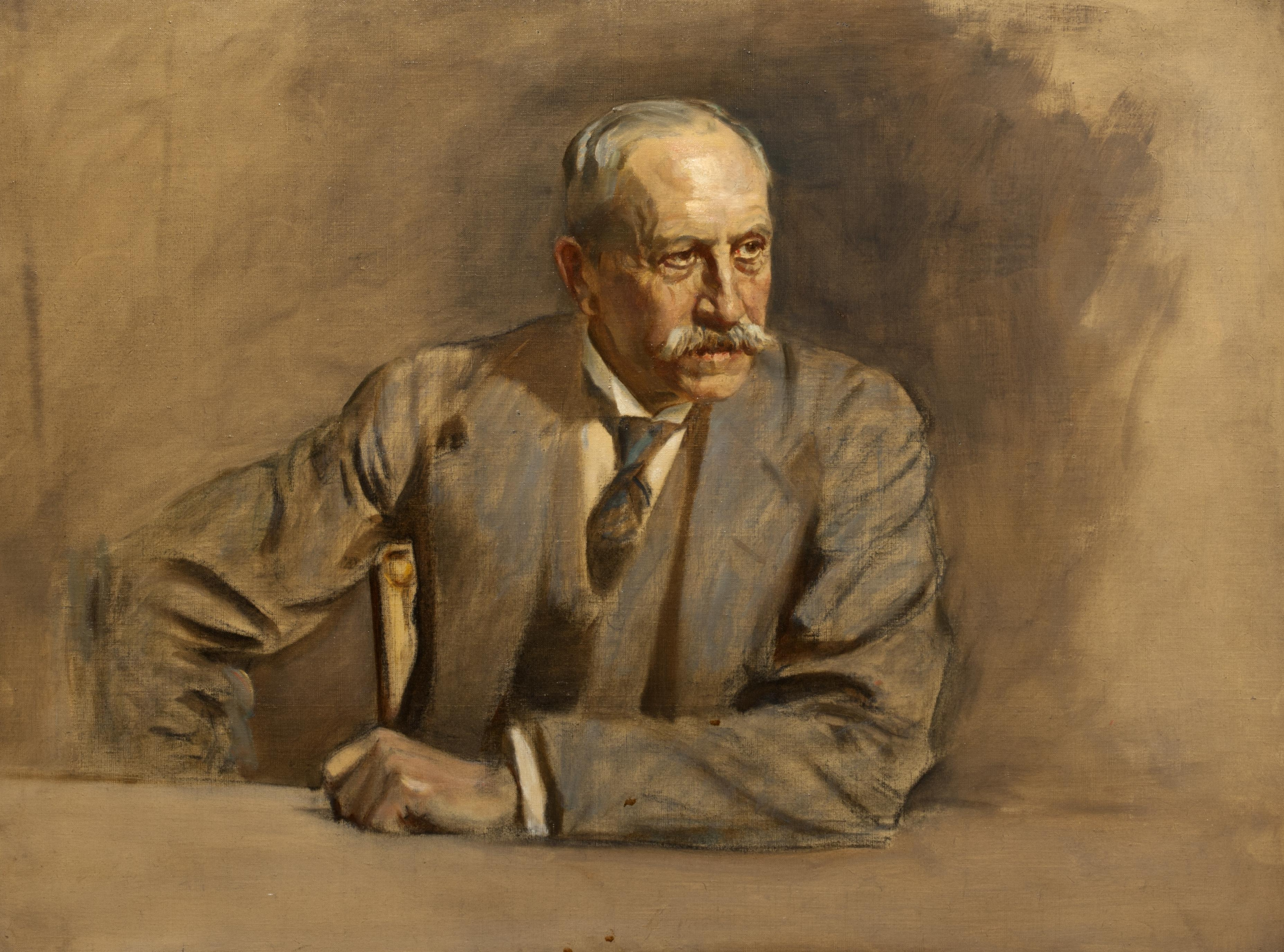
Мілнер
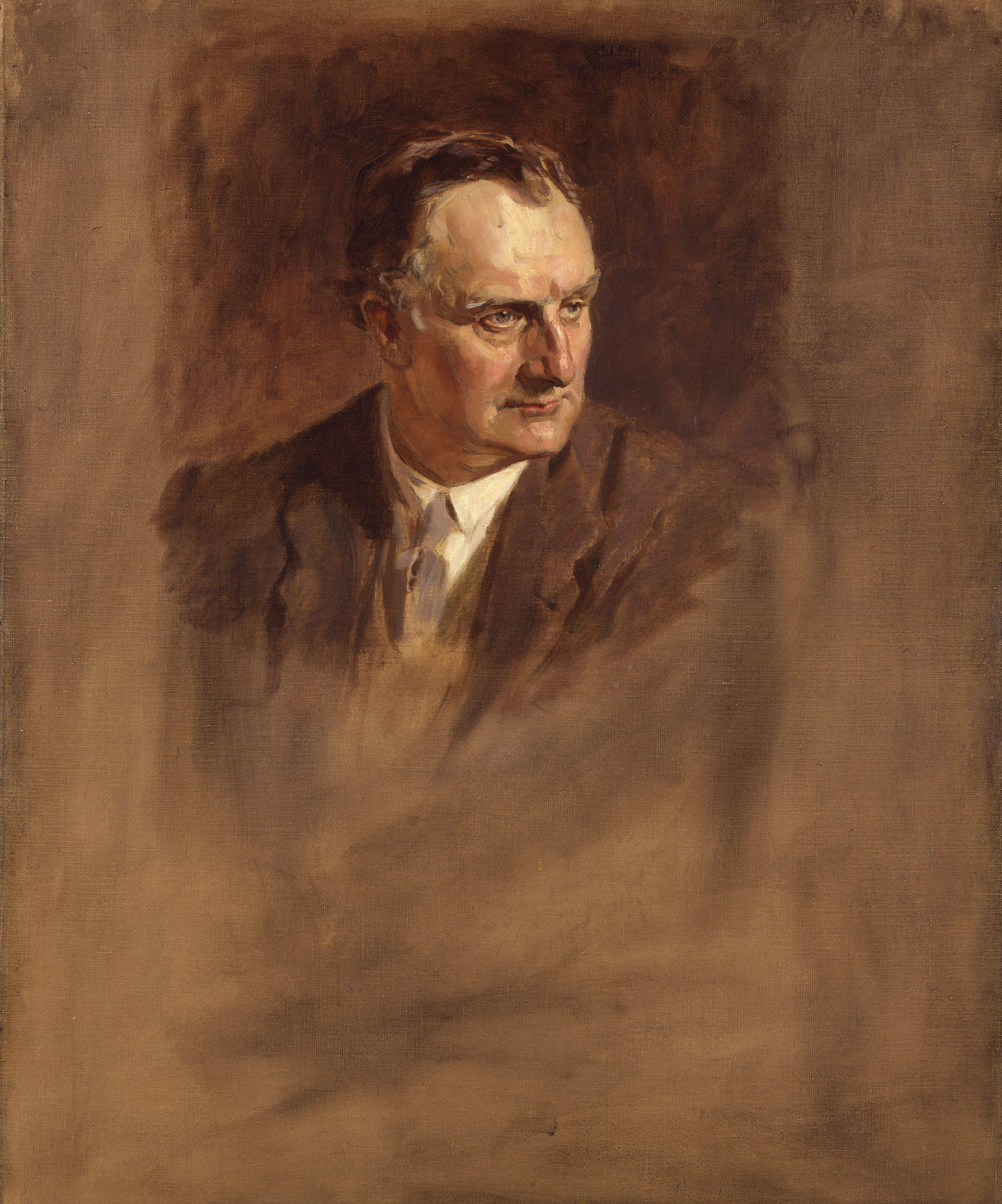
Грей
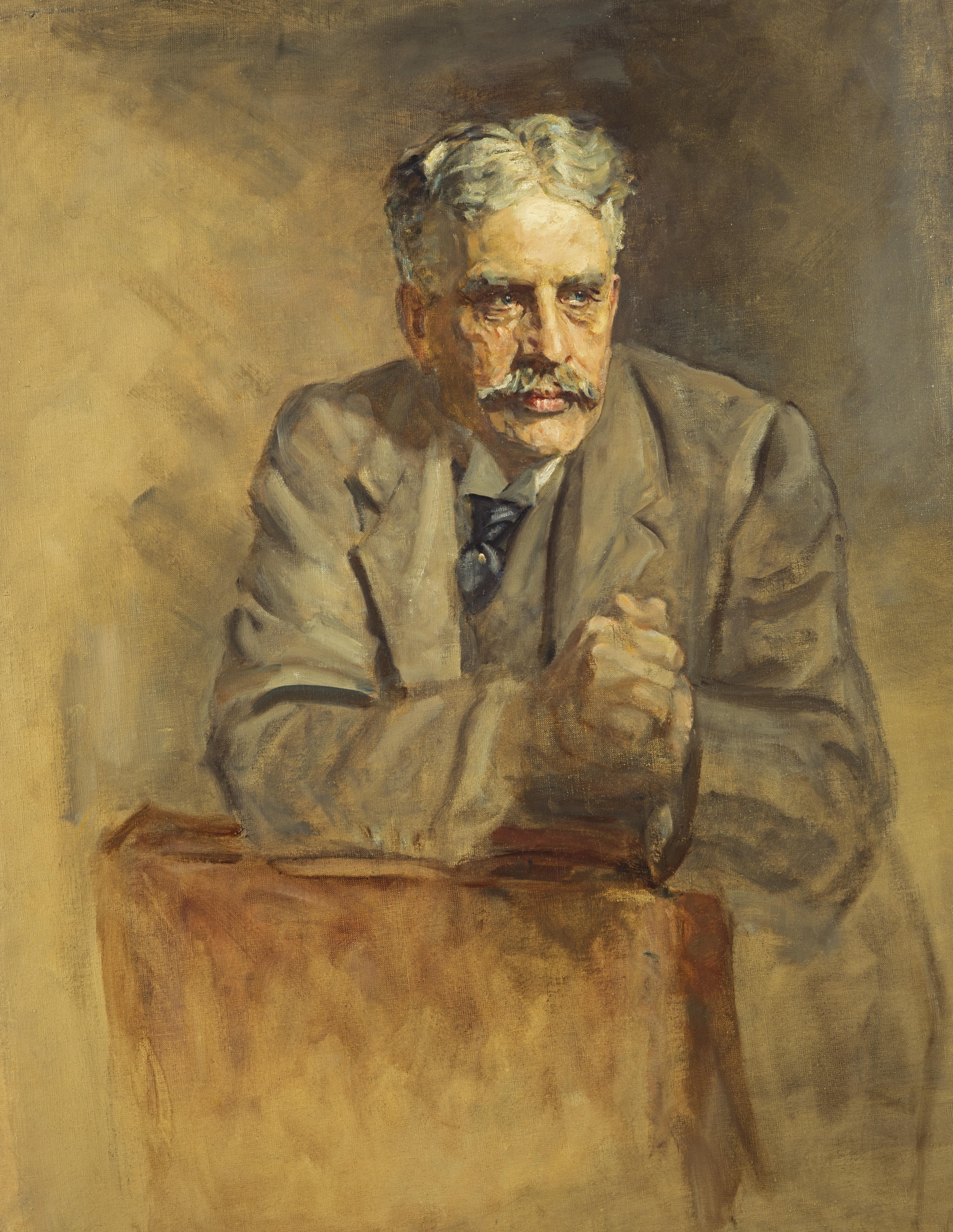
Борден
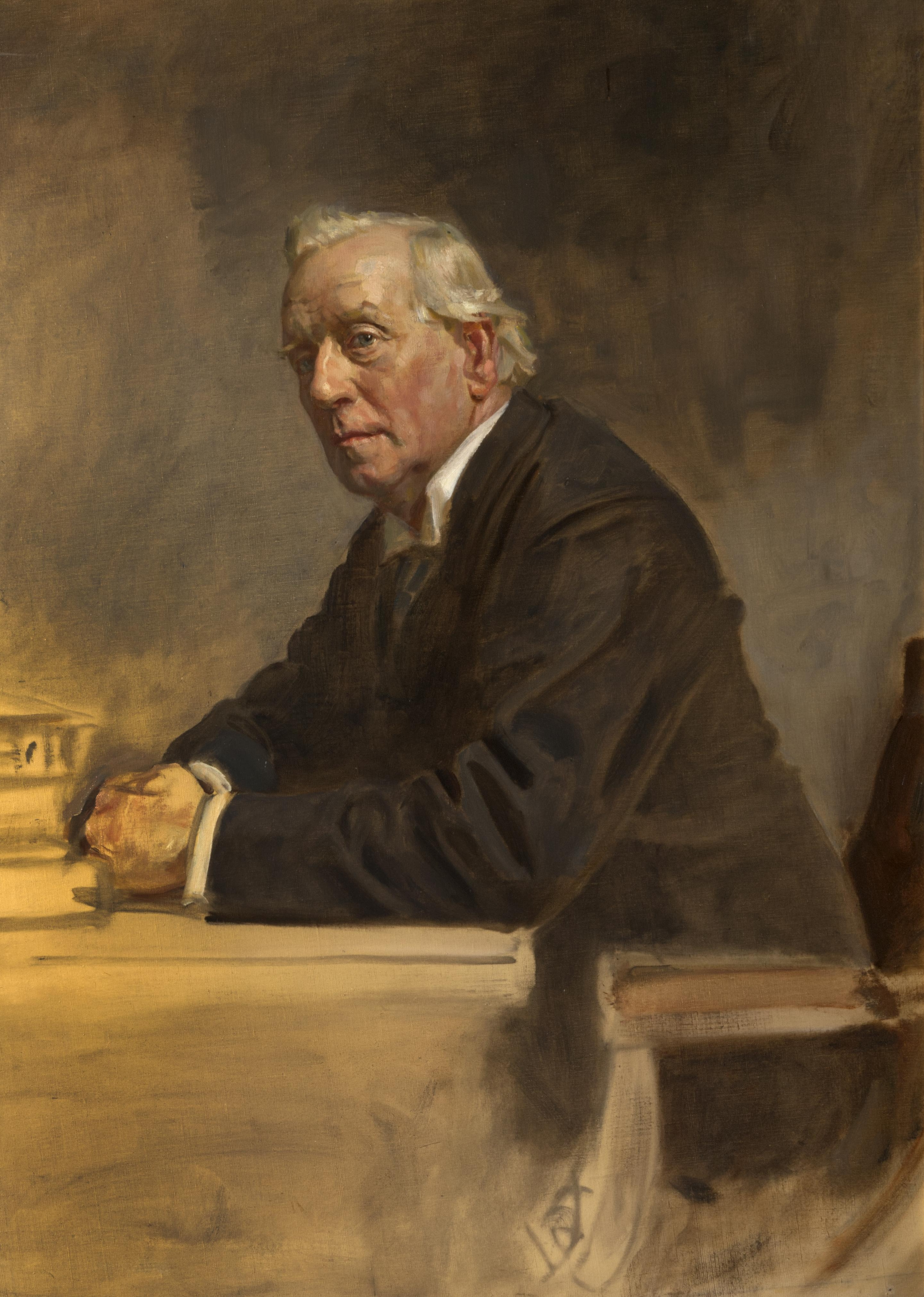
Асквит
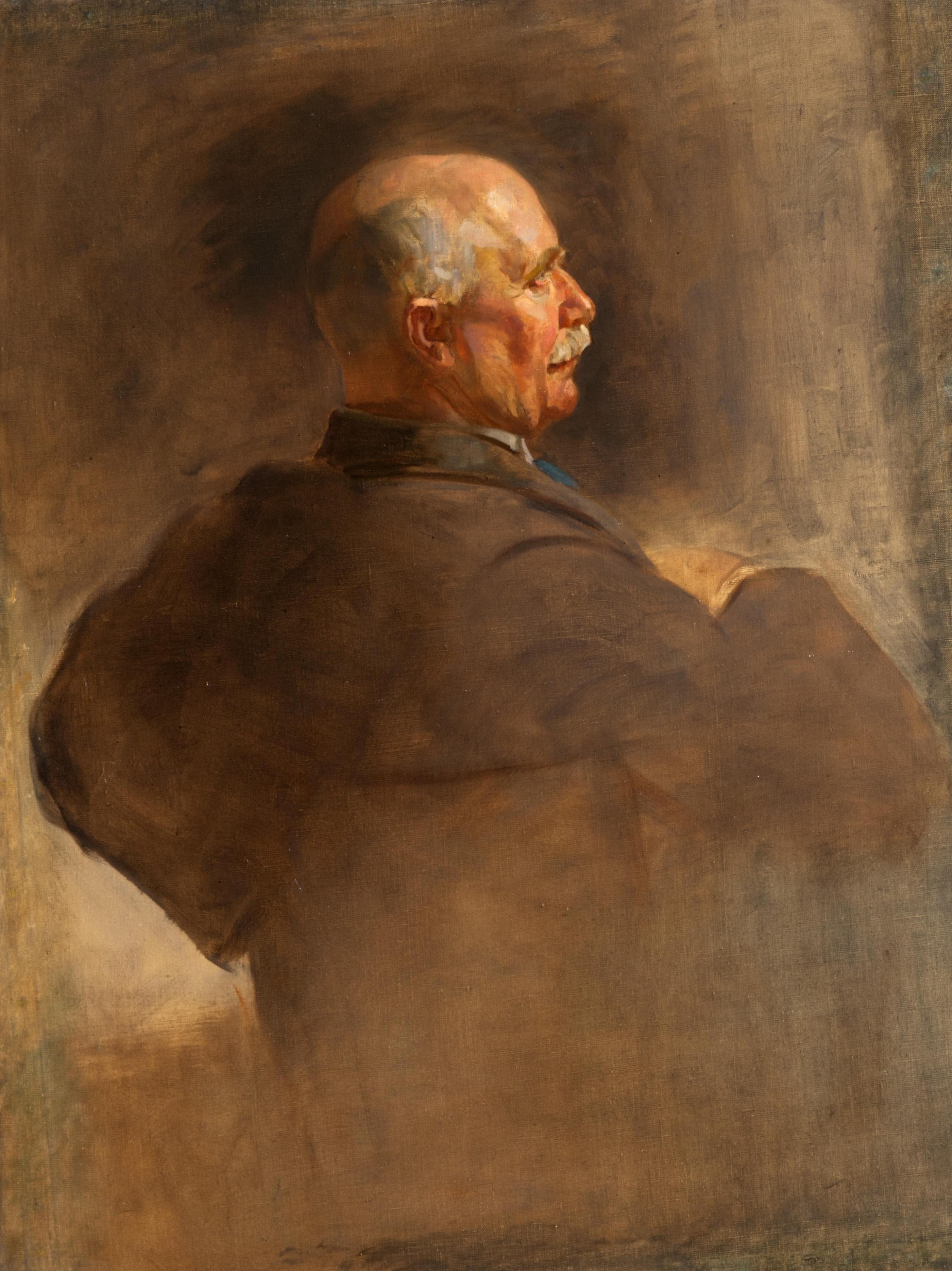
Мэсси

До початку роботи над основною картиною в 1924 році Гатрі витратив близько однієї тисячі фунтів стерлінгів на підняття стелі в своїй студії, щоб на полотно падав більш рівномірно розсіяне світло. У той же час Гатрі зіткнувся з ще однією дилемою — як написати епічне полотно про сучасний подію, в якому потрібно об'єднати реальність розмірів залу засідань і портретну точність в впізнаваності присутніх. На відміну від Сарджент і Коупа, які обрали для своїх картин горизонтальний формат, Гатрі пішов на радикальний крок заради кращого художнього ефекту, а саме використовував у своїй роботі вертикальний формат портрета, збільшивши висоту картини з 11 до 13 футів. Також на відміну від Сарджент, розташовані своїх генералів у формі кольору хакі одноманітним строєм, Гатрі підійшов до питання композиційного рішення картини в більш серйозному ключі, що опинилася досить амбітним і фактично свідомим поверненням до традицій портретного живопису епохи бароко.

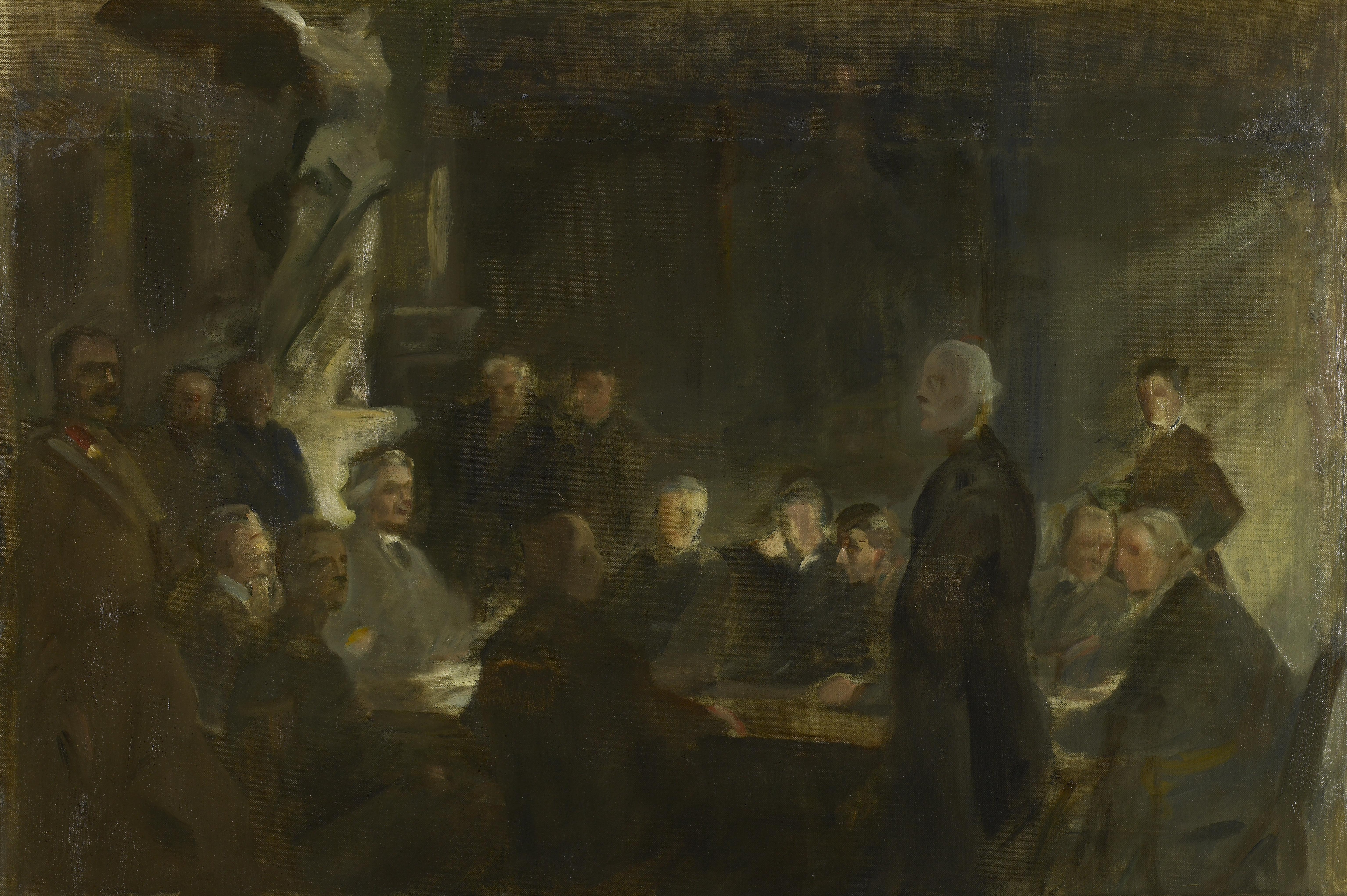
Ескіз картини маслом роботи Гатрі (полотно, олія, 55,80 × 81,90 см; Національна галерея Шотландії).

Після завершення ескізів Гатрі відвідав Голландію та Іспанію, де вивчав голландський груповий портрет і полотна Веласкеса відповідно. У Голландії він виявив рішення своєї власної композиційної проблеми на прикладі жанру групового портрета міських ополченців. Відомі голландські художники XVII століття, такі як Халс, Гельст і Рембрандт, мабуть, зіткнулися в своїх роботах з аналогічними вимогами, тобто «необхідністю досягнення впізнаваного подібності, при розташуванні в анфас чи профіль в три чверті кожної картини, збалансованому і послідовному об'єднанні великої кількості фігур при одночасному уникненні жорсткості, лінійності фриза і відчуття вакууму; підтримування тонкого балансу між церемоніальним і ескізної неформальністю; щоб надмірно не виділяти індивідуальність і для того, щоб підкреслити демократизм присутніх». Згодом критики порівнювали формат і виконання картини Гатрі, зокрема в зображенні падаючого на фігури світла, з ранніми груповими портретами Халса і Рембрандта, а також з роботами венеціанського художника Паоло Веронезе. Тим часом для Гатрі виявилося важкою справою і зображення всіх державних діячів в одному місці, які раніше ніколи і ніде не зустрічалися разом. Щоб вирішити це питання, Гатрі придумав не існувало реально місце з обстановкою зі своєї уяви. Однак і тут виникли свої проблеми, так як в якийсь момент Гатрі зрозумів, що він зобразив тісний бесіду двох державних діячів, які в дійсності навіть не спілкувалися один з одним. Гатрі безперервно працював над картиною до 1930 року, незважаючи на важку хворобу. Коли основна робота, нарешті, закінчилася, полотно перевезли в Едінбург, де Гатрі провів три тижні за прорисовкою штрихів, все одно не встигнувши завершити картину.

## Композиція

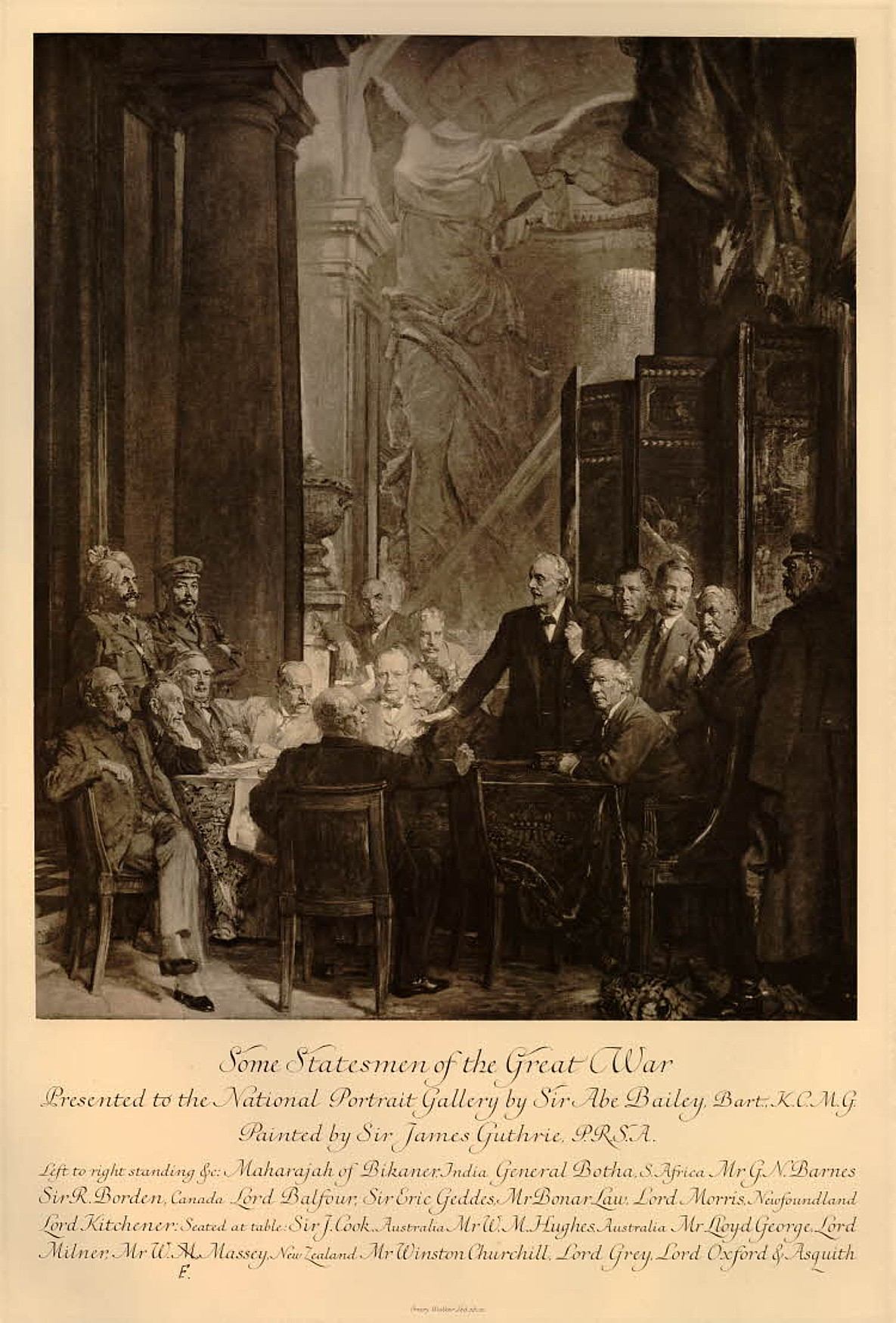
Фотогравюра по картині, 1930-ті роки

Картина написана маслом по полотну, а її розміри становлять 396,2 × 335,3 см. На картині зображені 17 чоловік, що сидять або стоять навколо столу під час конференції у великому залі, обрамленому з двох сторін парами колон доричного ордера на одній базі з перебувають над ним кесоном, на тлі якого височіє центральний і домінуючий елемент полотна — статуя Ніки Самофракийской, що знаходиться в колекції Лувра в Парижі. Ніка, написана в рожевих і помаранчевих тонах, ніби спостерігає за присутніми біля її ніг простими смертними і вносить в композицію відчуття дії і урочистості, перетворюючи картину в алегорію імперської перемоги. На полотні зафіксований момент того, як Артур Бальфур з простягнутою вперед рукою емоційно виголошує промову з приводу якогось дипломатичного питання, через що створюється враження, що на всіх слухачів його лежить почуття колективної відповідальності. Хоча державні діячі не змогли запобігти війні, вони направили вже почався конфлікт на службу інтересам Британської імперії. Багато з прийнятих ними рішень, від оголошення війни до введення військової повинності і політичного контролю над стратегічними військовими операціями, завдали серйозної шкоди нації і імперії, в результаті чого ідея про героїзм цивільного керівництва стала необхідним міфом.
Головними героями картини, на думку критиків, є три людини, які зробили найбільш значний внесок в політичне і соціальне зміна світу: Джордж Барнс, видатний профспілковий діяч і лідер лейбористів; махараджа Біканера Гангу Сінгх, єдиний «небілих» член військового кабінету, який символізує внесок Індії в виживання імперії; і Луїс Бота, відповідальний за ведення партизанської війни за допомогою англійських військ в Південній Африці. Для композиційної цілісності зображення 17 осіб на тлі великої статуї оригінальний горизонтальний розмір картини був перероблений Гатрі в більш квадратний формат з дотриманням вже були пропорцій. Той, хто йде з правого боку картини сонячний промінь упав на голову впевненого у своїй обраності Черчилля, який, будучи першим лордом Адміралтейства, не мав великого впливу в уряді і був відповідальний за провал Дарданелльської операції. У освітленості його фігури можна розглянути пророче знамення про майбутню причетності Черчилля до перемоги у Другій світовій війні, про що в ті часи ніхто і не підозрював. Ллойд Джордж за столом третій ліворуч, в той час як Асквіт сидить з правого краю. Вирізняється своїм профілем Кітченер варто в самій тіні з правого краю полотна, кілька відсторонений від інших державних діячів. Це може бути пояснено тим, що Китченер загинув в самий розпал війни, і його портрет на цій картині є посмертним. У той же час особи інших державних діячів, написаних Гатрі при їх життя, такі живі в своїх емоціях, що дозволяє глядачеві уявити, ніби вони живі й понині.
Зліва направо, що стоять:
1. Генерал Ганга Сингх — махараджа Биканера (1888—1943);
2. Генерал Луїс Бота — прем'єр-міністр Південно-Африканського Союзу (1910—1919);
3. Джордж Барнс — профспілковий діяч, член Імперського військового кабінету, лідер Національно-демократичної і лейбористської партії (1918—1922);
4. Сер Роберт Борден — прем'єр-міністр Канади (1911—1920);
5. Артур Бальфур, 1-й граф Бальфур — Прем'єр-міністр Великої Британії (1902—1905), перший лорд Адміралтейства (1915—1916), секретар у закордонних справах (1916—1919);
6. Сер Эрик Кэмпбелл Геддес — первый лорд Адмиралтейства (1917—1919);
7. Ендрю Бонар Лоу — лідер опозиції Великої Британії (1911—1915), державний секретар у справах колоній (1915—1916), канцлер казначейства (1916—1919) (пізніше — прем'єр-міністр Великої Британії у 1922—1923 рр.);
8. Эдуард Моррис, 1-й барон Моррис — прем'єр-міністр Ньюфаундленду (1909—1917);
9. Фельдмаршал Герберт Китченер, 1-й граф Кітченер Хартумський — державний секретар з питань війни (1914—1916)..

Зліва направо, сидять:
1. Сер Джозеф Кук — прем'єр-міністр Австралії (1913—1914), лідер опозиції Австралії (1914—1916), міністр військово-морського флоту (1917—1920);
2. Вільям Хьюз — прем'єр-міністр Австралії (1915—1923);
3. Девід Ллойд Джордж, 1-й граф Ллойд Джордж — канцлер казначейства (1908—1915), міністр боєприпасів (1915—1916), державний секретар з питань війни (1916), прем'єр-міністр Великої Британії (1916—1922);
4. Альфред Мілнер, 1-й віконт Мілнер — державний секретар з питань війни (1918—1919);
5. Вільям Мессі — прем'єр-міністр Нової Зеландії (1912—1925).
6. Сер Вінстон Черчілль — перший лорд Адміралтейства (1911—1915), міністр боєприпасів (1917—1919) (пізніше — прем'єр-міністр Великої Британії в 1940—1945 і 1951—1955 рр.);
7. Едуард Грей, 1-й віконт Грей Фаллодонський — секретар у закордонних справах (1905—1916);
8. Герберт Асквит, 1-й граф Оксфордський і Асквітський — прем'єр-міністр Великої Британії (1908—1916);

## Сприйняття і доля
Навесні 1930 року незакінчена картина під назвою «Деякі державні діячі Великої війни» була вперше виставлена в Національній портретній галереї Шотландії. Гатрі помер 6 вересня 1930 року, після чого в пам'ять про нього перебування картини на виставці в Шотландії було продовжено до жовтня того ж року, а потім вона почала експонуватися в Національній портретній галереї в Лондоні. Перебуваючи під враженням від відвідування в 1920-х роках музею Прадо, Гатрі в останні місяці свого життя сам керував перебудовою головного виставкового залу галереї, але не зміг побачити результатів своїх старань. Для задоволення побажань Гатрі, що полягають в намірі розмістити свою картину між «генералами» Сарджент і «морськими офіцерами» Коупа у вигляді своєрідного триптиха, був піднятий стелю головного залу, впроваджена нова і складна система освітлення з безліччю дзеркал, стіни і підлогу пофарбовані червоною і чорною фарбами відповідно. За кожну картину, включаючи роботу Гатрі, Бейлі заплатив художникам по 5 тисяч фунтів стерлінгів і передав всі три полотна в дар Національній портретній галереї, де вони і знаходяться в даний час.Деякі державні діячі Великої війни
Незважаючи на панували в той час антивоєнні настрої, картина Гатрі отримала в основному позитивні відгуки критиків, які поєднали в своїх рецензіях художню проникливість і вираз національної гордості. Деякі з характеризували полотно як «видатне досягнення … яке не потребує порівняно з роботами Рембрандта або будь-якого з голландських майстрів», розгледівши в зображенні державних діячів одночасно силу і поетичної чарівності. Інші, навпаки, вважали картину найменш видатним звершенням Гатрі, в якому помітні «ознаки втоми через невідповідність голів реальним розмірам, а також відсутність просторової широти». Сам же Бейлі описав картину Гатрі як «чудову» і «чудову», а в 1931 році провів святковий бенкет в пам'ять про тих, хто зображений на трьох замовлених їм картинах. У будь-якому випадку картина перебувала в центрі уваги Гатрі протягом останніх 11 років його життя, в зв'язку з чим може бути визнана вінцем його довгої і успішної кар'єри, його «лебединою піснею» про війну і славі.
У міру того як картина наближалася до завершення, Гатрі прагнув зібрати разом оригінальні ескізи державних діячів, але не був в змозі сам їх представити на суд громадськості. Замість цього вони були придбані його двоюрідними братами Гардінер і відправлені в Національну портретну галерею Шотландії для організованої самим Гатрі виставки, на якій були представлені ескізи маслом 16 з 17 фігур з натури: Ллойд Джордж, Бонар Лоу, Асквит, Геддес, Сингх, Черчілль, Бальфур, Грей, Барнс, Мессі, Кук, Хьюз, Мілнер, Бота, Борден, Морріс. Після смерті художника в вересні 1930 року в пам'ять про нього виставка побувала в Керколді, Данді, Стерлінгу, Абердині і Глазго. У 1934 році ескізи були виставлені в Національній галереї Шотландії після проведеної там реконструкції. Деякі критики вважають ескізи більш вражаючими, переконливими і цікавими, ніж їх варіанти на готовому груповому портреті, помічаючи в них «переконливу життєвість і почуття образотворчої жвавості, в поєднанні з їх певної і переконливою характерністю».